# 玛摩缇
穆罕默德·库蒂·潘帕拉姆比勒·伊斯梅尔（1951年9月7日—），以他的艺名玛摩缇（Mammootty）而闻名。他是印度电影演员和制片人，曾在马拉雅拉姆语电影界工作。在长达四十年的职业生涯中，他出演了400多部不同语言的电影，包括：马拉雅拉姆语，以及泰米尔语、泰卢固语、卡纳达语、印地语和英语。
玛摩缇最初在电影中使用的艺名是Sajin。 在1980年代确立自己的男主角身份后，他的主要突破是1987年电影《新德里》的商业成功。 他曾获得三项国家电影奖最佳男主角奖、七项喀拉拉邦电影奖和十三项南部电影奖。1998年，印度政府授予他莲花士勋章表彰他对艺术的贡献。 他还于2010年获得喀拉拉大学和卡利卡特大学的荣誉博士学位。
玛摩缇也出现在邻近行业中。 他的首演是在达提普特拉（1993），他通过Mounam Sammadham（1990）进入泰米尔语电影院，通过Swati Kiranam（1992）进入Telugu电影院，通过Triyathri进入宝莱坞电影院，尽管他的首演是在Dhartiputra（1993）。 他通过双语电影《Shikari》（2012年）在卡纳达电影院首次亮相。他还出演过印度英语电影《 Babasaheb Ambedkar博士》（2000年）。 
玛摩缇是马拉雅拉姆语传媒的董事长，该公司经营玛拉雅拉姆语电视频道Kairali TV，People TV和WE TV。 他是印度第一个全区电子扫盲项目Akshaya项目的亲善大使。 他是疼痛和姑息治疗协会的赞助人， 该协会是喀拉拉邦的一个慈善组织，旨在改善晚期癌症患者的生活质量。

## 家庭及早期生活

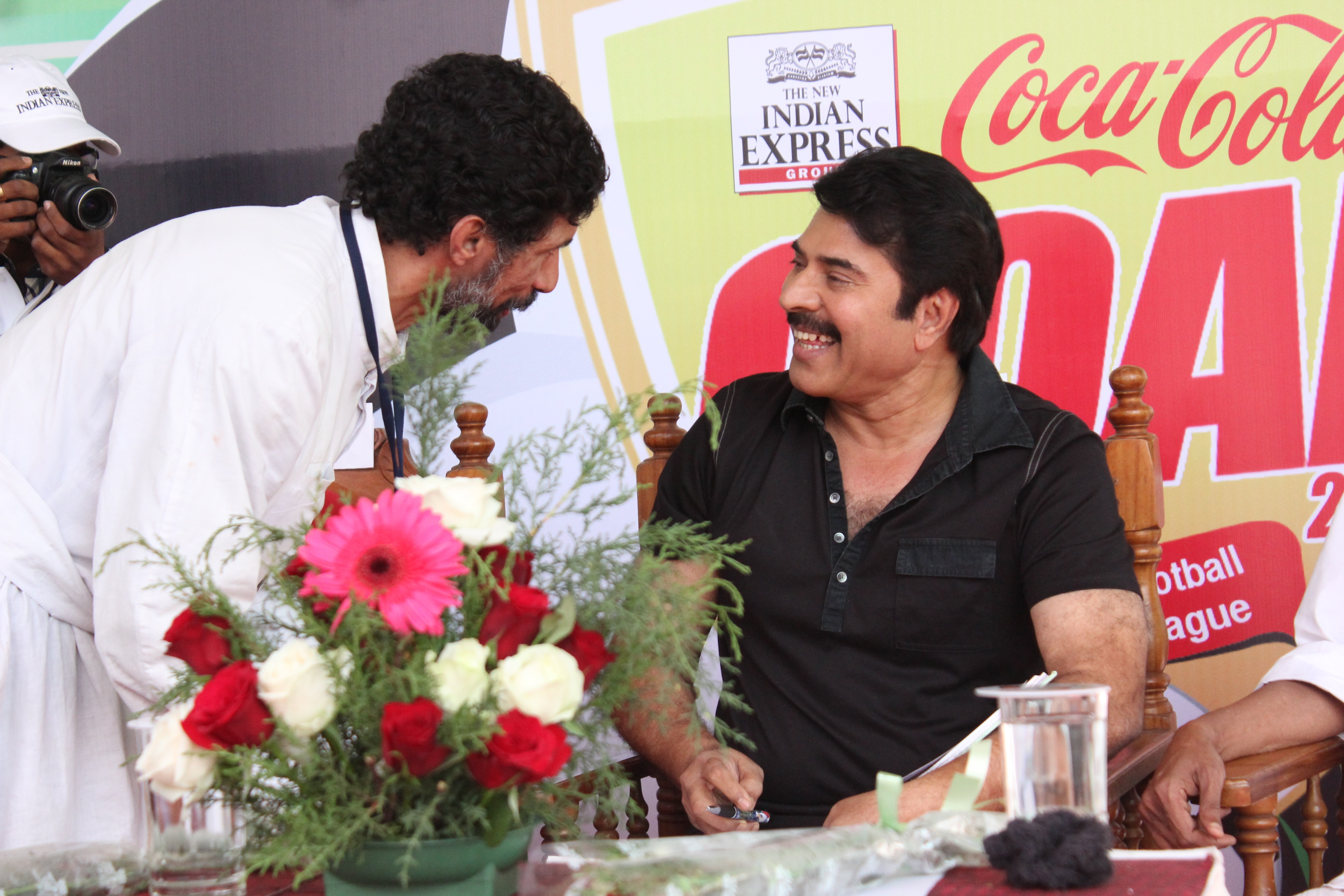
Mammootty with Fr. Palakkappilly at Sacred Heart College, Thevara where he did his pre-degree.

玛摩缇于1951年9月7日出生在特拉凡哥尔（现为喀拉拉邦）的昌迪罗， 在现今印度喀拉拉邦Kottayam区Vaikom附近的Chempu村裡一个中产阶级的穆斯林家庭长大。 并在印度喀拉拉邦现今州的一个中产阶级穆斯林家庭中的科塔亚姆区瓦科姆附近的Chempu村长大。他的父亲伊斯梅尔（Ismail）从事服装和大米的批发业务，而母亲法蒂玛（Fatima）是家庭主妇时也从事大米的种植。他是他们的长子。他有两个弟弟易卜拉欣库蒂（Ibrahimkutty）和扎卡里亚（Zakariah），还有三个妹妹阿梅那（Ameena），索达（Sauda）和夏菲娜（Shafina）。
Mammootty上了科塔亚姆Kulasekharamangalam的政府高中接受初等教育。在1960年代，他的父亲将全家搬到了Ernakulam，在那里他就读了Ernakulam政府学校。他在Thevara的Sacred Heart College完成了大学预科课程（预学位）。他获得了Ernakulam的Maharaja's College的学位。他毕业于法学学士。来自Ernakulam政府法律学院。 Mammootty在Manjeri从事法律工作两年。
Mammootty于1979年与Sulfath结婚，育有一个女儿Surumi（生于1982年）和一个儿子Dulquer Salmaan（生于1986年）。他和家人一起住在Ernakulam的Kochi。 Mammootty的弟弟Ibrahimkutty是Malayalam电影和Malayalam电视连续剧的演员。易卜拉欣库蒂的儿子马格布尔·萨尔曼（Maqbool Salmaan）也是电影演员。

## 演艺事业

### 早期事业 (1971–1980)

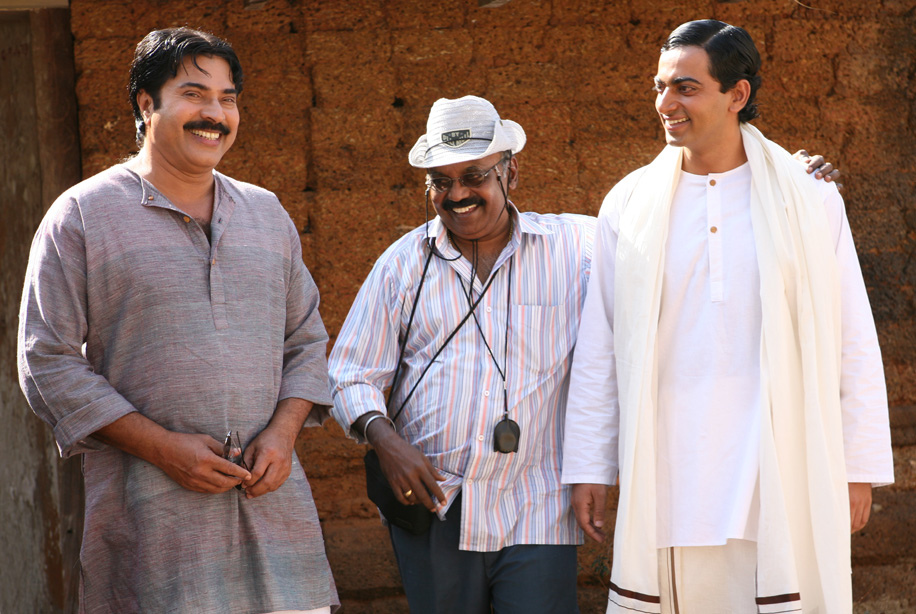
Mammootty shown with Ramachandra Babu, who served as cinematographer in his debut film, and actor Saiju Kurup.

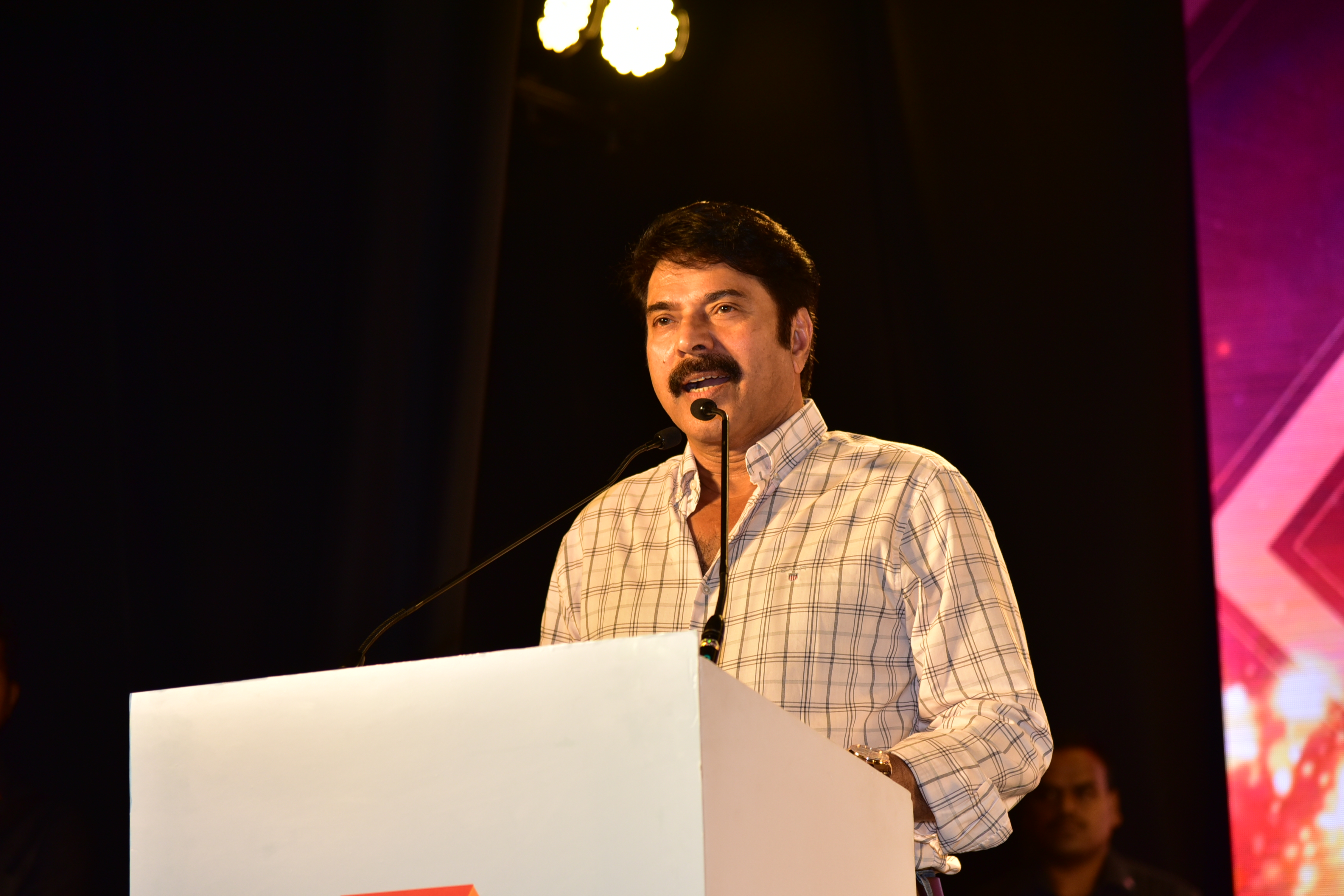
Mammootty Speech at Innotech Awards on 26.07.2018 in RavindraBharathi

Mammootty的处女作是在1971年由K. S. Sethumadhavan执导的电影Anubhavangal Paalichakal中。 他的第二部电影是Kaalachakram，这是K. Narayanan执导的1973年的马拉雅拉姆语电影。 1975年，他参加了戏剧戏剧《萨巴玛蒂》的演出。1979年，他在瓦萨德万·奈尔（M. T. Vasudevan Nair）执导的Devalokam中扮演了他的第一个主角。 但是，这部电影从未完成。 他的第一个著名角色是1980年的电影《维克卡努杜·斯瓦普南加尔（Vilkkanundu Swapnangal）》，该电影由阿扎德（Azad）执导，由瓦西德万·奈尔（M. T. Vasudevan Nair）撰写。
Mammootty在一部已发行电影中的第一个主演角色是1980年的电影《 Mela》，由K. G. George执导和导演。

### 1980–1983
Mammootty在1980年代的电影包括：Sphodanam（由P. G. Viswambharan执导），其中他的名字出现在片名“ Sajin”中，并出现在随后的一些电影中； Munnettam（由Sreekumaran Thampi导演）； 和Thrishna（由I.V. Sasi导演）。 1981年，他因在Ahimsa的表演而获得了最佳男配角类的第一个州奖。 他的表演包括Aalkkoottathil Thaniye和Adiyozhukkukal。 他在由乔治·乔治（K. G. George）执导的调查惊悚片《亚瓦尼卡（Yavanika）》（1982）中扮演警察，这在商业上和商业上都是成功的。 1982年的其他主要发行作品包括Padayottam和Ee Nadu，这是商业上的成功，并成为当时印度南部电影票房最高的电影。 Padayottam是第一部在印度完全冲洗的70毫米印度胶片。 这也是马拉雅拉姆语第一部预算超过1亿卢比（15.53万美元）的电影。

### 1984–1993
从1982年到1987年的五年中，Mammootty担任了150多部电影的主角。仅在1986年，他就出演了约35部电影，其中包括在Mazha Peyyunnu Maddalam Kottunnu短暂露面。
在1980年代中期，他与著名的Mammootty-Kutty-Petty电影合作。这些电影由Mammootty担任主角，有一个丈夫和一个父亲，有一个3或4岁的女儿，在公司的最高职位中受雇。 Mammootty与1987年获释的新德里和Thaniyavarthanam卷土重来。在新德里，他扮演了一名受害的记者，他有条不紊地向那些奉承他的政客报仇。他因在Lohanthadas执笔，Sibi Malayil执导的Thaniyavarthanam中担任Balan Mash角色而获得喀拉拉邦电影评论家奖最佳男主角奖。
1988年，Mammootty出演Oru CBI Diary Kurippu，出任CBI军官。继Oru CBI日记Kurippu之后，又制作了三个具有相同角色的谋杀悬疑续集：Jagratha（1989），Sethurama Iyer CBI（2004）和Nerariyan CBI（2005），全部由K. Madhu执导，由SN Swamy撰写， Mammootty饰演Sethurama Iyer，他是一位聪明但谦逊的CBI官员。 Mammootty出现在M. T. Vasudevan Nair的两部具有自传元素的电影中，分别是由I. V. Sasi导演的Aksharangal和Harikumar导演的Sukrutham。
Oru Vadakkan Veeragatha由T.Hariharan导演，由M.T. Vasudevan Nair。玛莫蒂（Mammootty）对杰出战士英勇的奇卡瓦（Chekavar）的描绘，但因环境而受到侮辱，因此获得了美国国家电影金像奖最佳男主角奖。他是猎人的角色，由I.V.执导的在Mrigaya的Varunni。萨西（Sasi）和另一部电影《玛哈亚那（Mahayanam）》也获得了国家奖。 Mammootty赢得了Bharathan执导的Amaram的电影节大奖，其中扮演了一个没有受过教育的渔夫，他梦想着让自己的独生女当医生。
在此期间，Mammootty出演了Adoor Gopalakrishnan执导的许多电影，包括：Anantaram（“自此”），Mathilukal（“ Walls”）和Vidheyan（“奴隶”）。他对《马蒂鲁卡（Mathilukal）中的主人公》的描写（根据马来亚兰小说家Vaikom Muhammad Basheer的小说《马蒂鲁卡》（Mathilukal）改编）有助于他获得首个国家电影奖最佳男主角奖。 Mammootty还出现在Adoor Gopalakrishnan的Vidheyan和T. V. Chandran的Ponthan Mada中。由于他在这两部电影中的角色，他获得了国家电影奖最佳男主角奖和国家奖。

### 1994–2000
玛莫蒂（Mammotty）在1995年的电影《国王》（The King）中扮演中心角色，该角色是地区收藏家，电影由Renji Panikkar撰写，由Shaji Kailas执导。
1997年，他因Lohithadas执导的电影Bhoothakannadi赢得了电影节最佳男主角奖。
Mammootty凭借一部有关BR Ambedkar生平的英语电影Baba Saheb Ambedkar博士获得了他的第三次国家奖项，该电影由Jabbar Patel执导，于1999年得到了印度国家电影发展公司和社会司法部的赞助。 授权。
到1990年代末，他参演了Priyadarshan的Megham和Fazil的Harikrishnans等电影，并与Mohanlal共同出演。 由于两位演员的极大欢迎，法兹尔被迫为这部电影拍摄两个结局，这是印度电影的第一部。

### 2000–2010

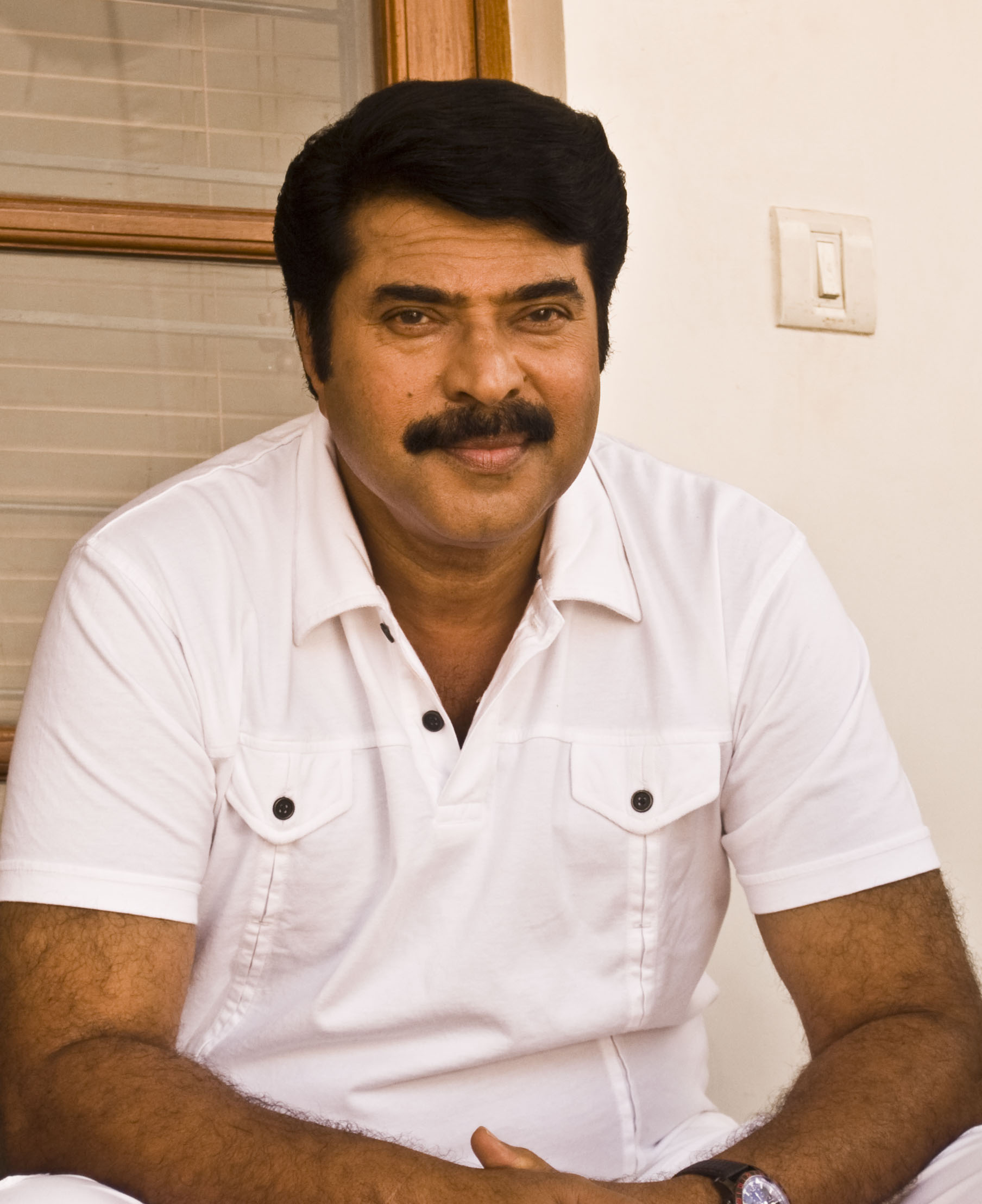
Mammootty in 2009

Mammootty于2000年与Lohithadas的Arayannagalude Veedu开始了新的千年。该电影获得了重要的商业成功，并因此获得了Filmfare最佳马拉雅拉姆男演员奖。他在Shaji Kailas的动作惊悚片《 Valliettan》中饰演Arackal Madhavanunni，这是该年度票房最高的电影之一。
2001年，他参演了包括杜拜在内的两部电影，这是当时马拉雅拉姆语最昂贵的电影之一。 2002年，他参演了三部电影。 2003年的《单身汉》是一部浪漫的喜剧电影，讲述了Sathyaprathapan（即SP）的生平。这部电影由锡迪克（Siddique）执导，由马拉雅拉姆语导演法兹尔（Fazil）制作。这部电影于2003年作为Vishu发行，发行了超过115天。
2004年，CBI系列Sethurama Iyer CBI中的第三部分标志着Mammootty的卷土重来。同样在2004年，他因在Blessy的Kazhcha中扮演Madhavan而获得了州奖。 Ranjith的Black和V. M. Vinu的Vesham也是成功的企业。
Mammootty在2005年发行了6张专辑，其中包括安华·拉希德（Anwar Rasheed）导演的处女作Rajamanikyam。他在影片中饰演了特里凡得琅（Thiruvananthapuram）的养牛经纪人贝拉里·拉贾（Bellary Raja），这是该年度票房收入最高的电影，也是截至2008年的马拉雅拉姆语电影票房最高的电影。
2006年，Mammootty凭借由Kamal执导的电影Karutha Pakshikal获得了电影节最佳男主角奖。他还曾在I. V. Sasi的Balram对Tharadas案中扮演角色，在该案中，他再次担任1991年的Balram督察和1984年的Athirathram的Tharadas督察。这是I. V. Sasi的第144部电影，与Mammootty的合作纪录是第35部。在2006年，Mammootty凭借电影Thuruppu Gulan继续他的成功。 Mammootty的动作喜剧Mayavi于2007年发行。他在Ore Kadal（2007）的Shyamaprasad中扮演Nathan博士，并于同年出现在Big B中。
2008年，Mammootty出现在安南·坦比（Annan Thambi）。他在电影Roudram中第25次扮演警察。他还于2008年出演了喀拉拉邦的《二十：二十》，这是一部有数十名演员的福利电影。
2009年10月，他在Hariharan导演，M。T. Vasudevan Nair撰写的Pazhassi Raja演出；它在票房上有一个很好的开幕周末收藏。他还参加了马拉雅拉姆语第一部波特曼电影《喀拉拉邦咖啡馆》中的短片《 Puramkazhchakal》（由拉尔·何塞执导）。 2009年，他因在兰吉斯（Ranjith）的《 Paleri Manikyam》中的表演而获得了第五次国家最佳男演员奖。据报道，他入围了2009年国家最佳男演员奖，但最终却被阿米塔布·巴克昌（Amitabh Bachchan）夺走。陪审团的决定遭到了库蒂·史兰克（Kutty Srank）主任沙吉·卡伦（Shaji N. Karun）和Paleri Manikyam主任兰吉斯（Ranjith）的批评。

### 2010–至今

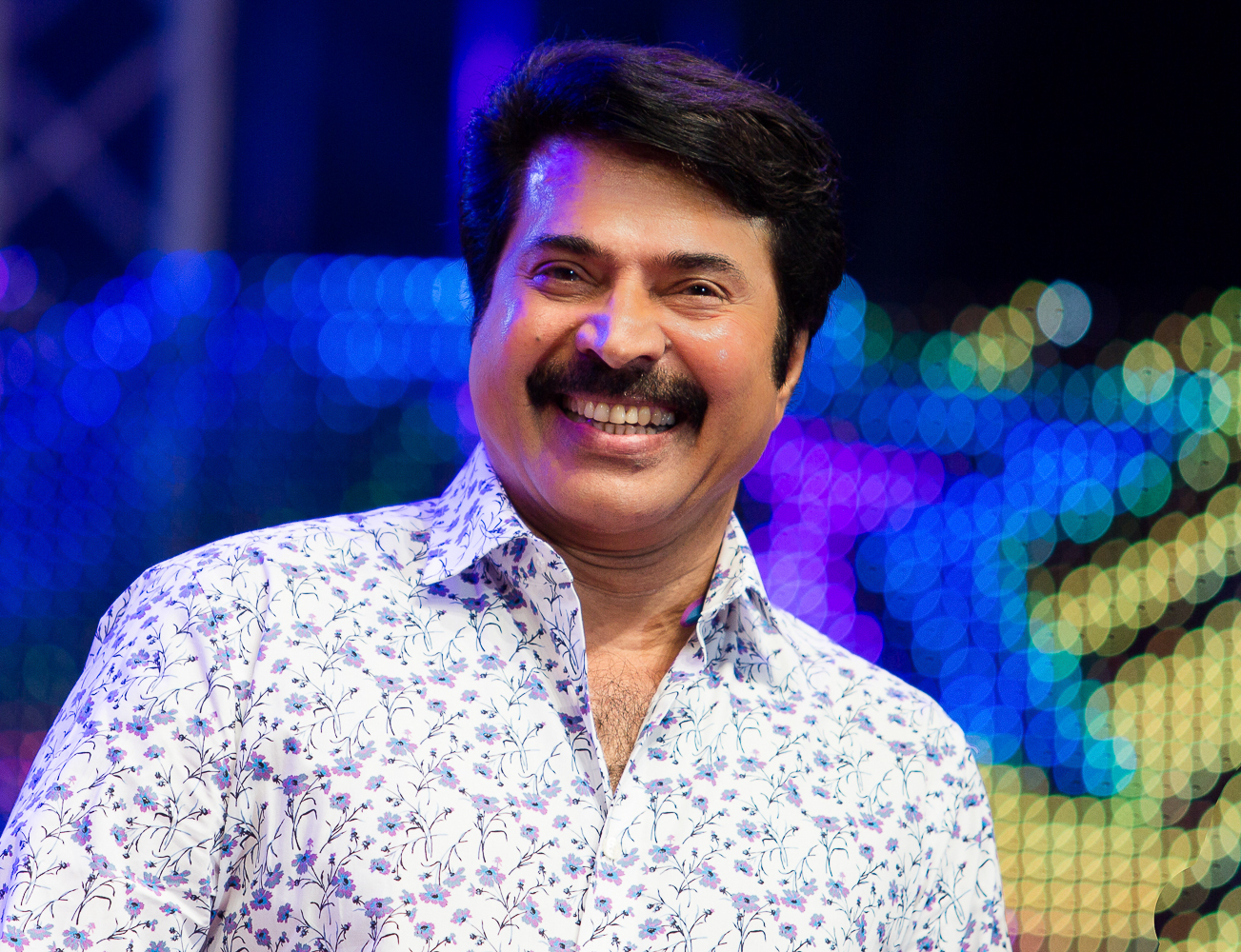
Mammootty During Asiavision Awards 2013

在2010年，Mammootty参演了电影Drona 2010，由Shaji Kailas，Yugapurushan导演，R。Sukumaran，Pramaani导演，B。Unnikrishnan，Pokkiri Raja导演，Vysakh Abraham导演的处女作，Kutty Srank导演，Shaji导演N. Karun，Pranchiyettan和Saint，由Ranjith导演，Best of Luck，由MA Nishad（客串角色）导演，以及Best Actor，Martin Prakkat的处女作。
他的电影8月15日由沙吉·凯拉斯（Shaji Kailas），双打（Doubles）导演，由索恩·塞纳拉（Sohan Seenulal）导演，火车（The Train）由Jayaraj导演，孟买（Bombay）导演，3月12日由巴布·贾纳德汉（Babu Janardhanan）导演，沙菲（Shafi）导演Venicile Vyaapari导演。
在2012年，他的电影包括：由沙吉·凯拉斯（Shaji Kailas）执导的《国王与专员》（King＆Commissioner），由阿比·西玛（Abhay Simha）执导的卡纳达语电影《眼镜蛇》，眼镜蛇（Cobra），由拉尔（Lal），萨帕纳（Thappana）执导，由Vellimala的詹尼·安东尼（Jany Antony）执导，由Vellimala的贾万（Jawan）执导， （Mammootty制作了电影），由VM Vinu执导的《面对面》和由GS Vijayan执导的Bavuttiyude Namathil。
他于2013年发行的第一部电影是由汤姆森（Thomson）执导的Kammath＆Kammath和拉尔·何塞（Lal Jose）执导的伊曼纽尔（Immanuel）。后来，他继续出现在Ranjith执导的《 Kadal Kadannoru Mathukkutty》中，该专辑在Ramzan季上映，Salim Ahamed执导的Kunjananthante Kada和G. Marthandan执导的Daivathinte Swantham Cleetus执导。 [来源请求]。他的下一个发行品是由V.K. Prakash执导的《沉默》。
2014年上半年，他在由Pramod Payyannur执导的Balyakalasakhi，由Shibu Gangadharan执导的Praise the Lord和由Aashiq Abu执导的Gangster执政。他还担任过以下角色：Manglish，Salam Bappu执政，Munnariyippu，Venu执政， RajadhiRaja由首演者Ajai Vasudev导演，Varsham则由Ranjith Sankar导演。 Mammootty因其对C.K.的刻画而受到好评。 Raghavan在Munnariyippu，而Sify则将RajadhiRaja称为“经过很长一段时间对Mammootty的真正打击”。 Nicy V.P. 《国际商业时报》的评论员说：“ Varsham是一部值得您投入时间和金钱的电影。”
他于2015年发行的影片是《消防员》，由Deepu Karunakaran执导，《无赖》的Bhaskar执导，由Siddique执导，商业上的成功则由Marthandan执导的Acha Dhin。由Kamal执导的Utopiayile Rajavu，由Salim Ahamed执导的Pathemari。
他于2016年上半年与Nayanthara一起在Puthiya Niyamam演出，由A. K. Sajan导演。他还曾在Kasaba演出，由首演导演Nithin Renji Paniker导演。他今年的下一个发行作品是Uday Ananthan导演的White和Johny Antony导演的Thoppil Joppan，这是他们第四次合作。
2017年，他的首张专辑是由首演者Haneef Adeni执导的《伟大父亲》。然后，他在兰吉斯（Ranjith）执导的Puthan Panam，西雅达（Syamdhar）执导的Pullikkaran Staraa和阿杰伊（Ajai Vasudev）执导的杰作（Masterpiece）中被看到。
2018年，他在新人Sharrath Sandith执导的假扮中表演。然后，他在乔伊·马修（Joy Mathew）撰写的叔叔中出现，并由新人吉里斯·达莫达（Girish Damodar）执导。他的下一张专辑是Abrahaminte Santhathikal，这是由首映者Shaji Padoor执导的惊悚片。他今年的最新版本是由Sethu指导和撰写的Oru Kuttanadan Blog。
他的2019年首次发行是Madhura Raja，是2010年由Vysakh执导的电影Pokkiri Raja的衍生作品。它成为Mammootty生涯中票房最高的电影。他的下一个版本是由哈立德·拉赫曼（Khalid Rahman）执导的恩达（Unda），他在其中扮演警察副检查员的角色，领导查特斯加尔（Chhattisgarh）毛派倾向地区的警察部队负责国家选举。然后，在由香卡·拉玛克里希南（Shankar Ramakrishnan）执导的电影《 Pathinettam Padi》中，在一个扩展的客串中看到了他。在这一年的晚些时候，Mammootty参加了由M. Padmakumar执导的历史剧《 Mamangam》，该剧改编自Bharathappuzha河畔的Mamankam历史节日。他还曾在Ramesh Pisharody的Ganagandharvan乐队中扮演“加纳梅拉”歌手，名字叫Kalasadhan Ullas和Ajai Vasudev的Shylock。

### 其他语言的电影
Mammootty曾出演过几部非马拉雅拉姆语电影，其中包括泰米尔语，泰卢固语，印地语，卡纳达语和英语电影。 1990年，他在K. Madhu的指导下在Mounam Sammadham进行了泰米尔语首演。他曾在泰米尔语电影中担任导演，包括K. Balachander（Azhagan），Mani Ratnam（Thalapathy），Fazil（Kilippechu Kekkavaa），N。Linguswamy（Aanandham），RK Selvamani（Makkal Aatchi），Marumalarchi Bharathirums（和拉吉夫·梅农（Kandukondain Kandukondain）（2000）。他在K.Vishwanath的泰卢固语电影Swathi Kiranam（1992）中扮演Anantha Sharma。
他曾在2012年由Abhaya Simha执导的卡纳达语-马拉雅拉姆语双语电影Shikari中扮演。
他通过Thriyathri在印地语电影中首次亮相，该电影于1989年发行，尽管他作为主要演员的第一部电影是Dhartiputra。
他在由贾巴尔·帕特尔（Jabbar Patel）执导的传记电影巴巴·萨希卜·安贝德卡（Baba Saheb Ambedkar）的电影中担任主角，该电影以英语为他赢得了他的第三届国家电影奖最佳男主角。他还出现在印地语电影Sau Jhooth Ek Sach（2004）中。
在迪拜举行的2006年IIFA大奖颁奖典礼上，他公开批评IIFA大奖的组织者完全无视南印度电影，他指出，宝莱坞电影业在国际化之前应该经受住南印度电影业的竞争。
2018年，他出演了由Ram执导的备受赞誉的泰米尔电影Peranbu。它曾入选鹿特丹电影节，上海国际电影节和印度国际电影节。帕帕（Paapa）的单亲父母Amudhavan一直在努力抚养痉挛的女童，因此受到批评家的赞赏。
二十年后，Mammootty带着自传的安德拉邦首席部长YS Rajasekhar Reddy改编的传记片《 Yatra》于2019年回到泰卢固语电影院，该影片由Mahi Raghav执导。
Mammootty的许多马拉雅拉姆语电影都被配音成泰卢固语和泰米尔语电影，如Doubles，Chattambinaadu，Parunthu，Annan Thambi，Thommanum Makkalum，Sethurama Iyer CBI和Pazhassi Raja等。

## 慈善工作
Mammootty是喀拉拉邦慈善组织Pain and Palliative Care Society的赞助人，旨在改善晚期癌症患者的生活质量。他一直在印度科泽科德的疼痛和姑息治疗中心工作。 Mammootty现在提出了一个新项目，为整个喀拉拉邦的癌症患者提供痛苦和姑息治疗。
Mammootty是慈善项目“街头印度运动”的亲善大使，该活动旨在消除乞讨和童工现象。他促进了该运动的活动，与孤儿院和照料孩子的机构建立了联系。
Kazhcha是一家由Mammootty粉丝福利协会和Mammootty Times组织，Little Flower医院和研究中心以及喀拉拉邦眼库协会联合组织的免费眼部护理和治疗项目。与之相关的主要活动之一是向儿童分发免费眼镜。从印度总统办公室收到的特别资金将用于此目的。与该项目有关的地方还将在各个地方举办免费的眼部训练营。
喀拉拉邦政府的信息技术传播项目Akshaya任命Mammootty为亲善大使。他于2006年2月26日通过一个视频网络计划正式接任该职位，该计划与该州所有地区总部都有联系。
Mammootty是国际关爱与分享基金会的赞助人，该基金会致力于消除社会中的不平等现象。该基金会已经完成了许多著名的人道主义工作，包括最近的Hridaya Sparsham项目，以动员帮助儿童进行心脏手术。 Mammootty对社交网站的请求一天之内就筹集了约1千万。
2014年8月，Mammootty发起了“我的树”挑战赛，以应对冰桶挑战赛的盛行。它的目的是鼓励其他人种植树苗，这是规则所规定的，如果他们受到挑战，则应这样做。 “我的树挑战”的发起者是两名环境爱好者：企业家Abdul Manaf和旅行摄影师Imthias Kadeer。最初挑战演员Mohanlal和Mammootty的是演员Fahadh Faasil。

## 影视事业
截至2010年，Mammootty担任Malayalam Communications的董事长，该公司经营一些Malayalam电视频道，例如Kairali TV，People TV和Channel We。
在1980年代，他与I.V.的Mohanlal共同拥有一家制作公司。 Sasi，Seema和Century Kochumon。 制作室制作了商业上成功的电影，例如Nadodikkattu，Gandhi Nagar 2nd Street，Adiyozhukkukal和Karimpin Poovinakkare。[来源请求]
他成立了一家电视制作公司Megabytes，该公司制作电视连续剧，第一家是1990年代后期的Jwalayay，这也是他作为制作人的第一个项目。 他还拥有一家名为Mammootty Technotainment的分销公司。

## 在媒体和其他活动中

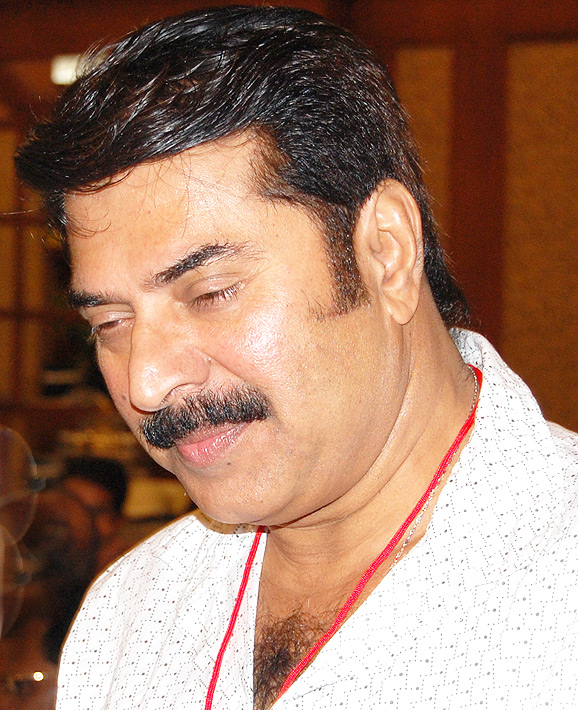
Mammootty in 2007

2005年，Mammootty，Mohanlal和Dileep占马拉雅拉姆电影院票房收入的97％。
Mammootty已与喀拉拉邦国家饮料公司（Kerala State Beverages Corporation）一起发起了“沉迷于生命”禁毒运动。该项目由喀拉拉邦政府发起，旨在消除人们尤其是年轻人之间的毒品和酒精使用情况。 Mammootty于2006年10月16日被任命为位于Thrissur的南印度银行的品牌代言人。他还被任命为喀拉拉邦排球联赛的品牌代言人。
迪拜商人MA Yousuf Ali和Mammootty会见了迪拜互联网城（DIC）的官员，游说在高知市提议的智能城市项目。
Mammootty写了他的第一本书《 Kazhchapadu》（粗略地翻译为“ Perspective”），这是他多年来在各种出版物中写的短文的汇编。
发行公司Playhouse Entertainments由Mammootty拥有。该公司发行的一些电影有查塔比那都，丽图，三王，同居，内拉特哈马拉，普兰奇耶坦和圣人，国王与专员和眼镜蛇。
2013年，在庆祝印度电影院100周年之际，他在《玛蒂卢卡》中的角色被《福布斯》印度列为印度电影25部最佳表演之一。

## 奖项，荣誉和认可
Mammootty赢得了三项国家电影奖，七项喀拉拉邦州电影奖，十三项电影票价奖，十一项喀拉拉邦电影评论家奖和五项Asianet电影奖（来自14个提名）。 1998年，印度政府以其对印度电影业的贡献，向Mammootty授予了第四高的平民奖，Padma Shri。 卡利卡特大学和喀拉拉大学于2010年授予他文学博士学位。

### 国家电影奖
- 1999: National Film Award for Best Actor for Dr. Babasaheb Ambedkar[19]
- 1994: National Film Award for Best Actor for Vidheyan and Ponthan Mada[20]
- 1989: National Film Award for Best Actor for Oru Vadakkan Veeragatha and Mathilukal[21]